# Canadian Masters 1986
BCE Canadian Masters 1986 – profesjonalny turniej nie-rankingowy snookera rozgrywany w dniach 28 października – 1 listopada 1986 w Toronto. Był to turniej zaproszeniowy, w którym wzięło udział tylko 8 zawodników. Turniej odbywał się w CBC TV Studios, podobnie, jak wcześniejszy turniej tej serii. Pula nagród wynosiła 62,497 funtów. Był to drugi turniej nie-rankingowy rozgrywany pod tą nazwą. Zwycięzcą zawodów był Steve Davis, który pokonał w finale Williego Thorne'a 9 do 3.

## Drabinka turniejowa[3]
|  | Ćwierćfinały (Do 5 frame'ów) | Ćwierćfinały (Do 5 frame'ów) | Ćwierćfinały (Do 5 frame'ów) |  |  | Półfinały (Do 8 frame'ów) | Półfinały (Do 8 frame'ów) | Półfinały (Do 8 frame'ów) |   |        | Finał (Do 9 frame'ów) | Finał (Do 9 frame'ów) | Finał (Do 9 frame'ów) |
|  |                              |                              |                              |  |  |                           |                           |                           |   |        |                       |                       |                       |
|  | Anglia                       | Steve Davis                  | 5                            |  |  |                           |                           |                           |   |        |                       |                       |                       |
|  | Anglia                       | Jimmy White                  | 2                            |  |  | Anglia                    | Steve Davis               | 8                         |   |        |                       |                       |                       |
|  | Irlandia Północna            | Alex Higgins                 | 5                            |  |  | Irlandia Północna         | Alex Higgins              | 2                         |   |        |                       |                       |                       |
|  | Anglia                       | Joe Johnson                  | 3                            |  |  |                           |                           |                           |   | Anglia | Steve Davis           | 9                     |                       |
|  | Anglia                       | Willie Thorne                | 5                            |  |  |                           | Anglia                    | Willie Thorne             | 3 |        |                       |                       |                       |
|  | Irlandia Północna            | Dennis Taylor                | 4                            |  |  | Anglia                    | Willie Thorne             | 8                         |   |        |                       |                       |                       |
|  | Anglia                       | Tony Knowles                 | 5                            |  |  | Anglia                    | Tony Knowles              | 7                         |   |        |                       |                       |                       |
|  | Kanada                       | Cliff Thorburn               | 1                            |  |  |                           |                           |                           |   |        |                       |                       |                       |
|  |                              |                              |                              |  |  |                           |                           |                           |   |        |                       |                       |                       |
|  |                              |                              |                              |  |  |                           |                           |                           |   |        |                       |                       |                       |

## Finał[2]
| Finał: Do 9 wygranych frame'ów · CBC TV Studios, Toronto, Kanada, 1 listopada 1986                                     |                    |               |
| Steve Davis | 9 – 3              | Willie Thorne |
| Sesja południowa: 71-61; 68-27; 93-6; 20-101; 76-0; 96-5; 56-80; 80-32 Sesja wieczorna: 80-32; 0-123; 64-49; 114(85)-0 |                    |               |
| 85 | Najwyższy break    | –             |
| – | Breaki stupunktowe | –             |
| 1 | Breaki 50-punktowe | –             |

## Breaki stupunktowe turnieju[2]
- Steve Davis 143
- Dennis Taylor 127
- Willie Thorne 116, 113, 103, 102
- Alex Higgins 115

## Statystyki turnieju[2]

### Statystyki ćwierćfinałów
|                   | Państwo           | Il. zawodników | % zawodników |
| ----------------- | ----------------- | -------------- | ------------ |
| Anglia            | Anglia            | 5              | 62,50%       |
| Irlandia Północna | Irlandia Północna | 2              | 25,00%       |
| Kanada            | Kanada            | 1              | 12,50%       |

- Liczba uczestników rundy: 8 zawodników
- Liczba rozegranych partii (maksymalnie możliwa): 30 (36)
- Średnia liczba partii w meczu: 7,5
- Najwyższe zwycięstwo: 5-1
- Liczba meczów rozstrzygniętych w ostatniej partii: 1

### Statystyki półfinałów
|                   | Państwo           | Il. zawodników | % zawodników |
| ----------------- | ----------------- | -------------- | ------------ |
| Anglia            | Anglia            | 3              | 75,00%       |
| Irlandia Północna | Irlandia Północna | 1              | 25,00%       |

- Liczba uczestników rundy: 4 zawodników
- Liczba rozegranych partii (maksymalnie możliwa): 25 (30)
- Średnia liczba partii w meczu: 12,50
- Najwyższe zwycięstwo: 8-2
- Liczba meczów rozstrzygniętych w ostatniej partii: 1